# Hermann Nikièma
Somgogma Hermann Nikièma (ur. 30 listopada 1988 w Wagadugu) – burkiński piłkarz grający na pozycji lewego obrońcy. Od 2022 jest zawodnikiem klubu AS Douanes Wagadugu.

## Kariera klubowa
W latach 2013–2018 Nikièma grał w klubie US Ouagadougou, z którym w sezonie 2015/2016 wywalczył wicemistrzostwo Burkiny Faso. W 2018 przeszedł do Salitasu Wagadugu, z którym w sezonie 2018/2019 został wicemistrzem kraju. W 2022 przeszedł do AS Douanes Wagadugu.

## Kariera reprezentacyjna
W reprezentacji Burkiny Faso Nikièma zadebiutował 20 sierpnia 2017 w wygranym 2:1 meczu Mistrzostw Narodów Afryki 2018 z Ghaną, rozegranym w Kumasi. W 2022 roku został powołany do kadry na Puchar Narodów Afryki 2021. Wraz z Burkiną Faso zajął 4. miejsce na tym turnieju, jednak nie rozegrał na nim żadnego meczu.